# Ghiacciaio Scrivener
Il ghiacciaio Scrivener è un ghiacciaio lungo circa 6 km situato nella regione centro-occidentale della Dipendenza di Ross, in Antartide. Il ghiacciaio, il cui punto più alto si trova a circa 1100 m s.l.m., si trova in particolare nella zona sud-orientale della dorsale Convoy, dove fluisce verso sud-est partendo dal versante meridionale del monte Morrison, poco a ovest del ghiacciaio Cleveland, e scorrendo lungo il versante occidentale del monte Allan Thomson fino a unire il proprio flusso a quello del ghiacciaio Mackay.

## Storia
Il ghiacciaio Scrivener è stato mappato dai membri della spedizione Terra Nova, condotta dal 1910 al 1913 e comandata dal capitano Robert Falcon Scott, ed è stato così battezzato da Thomas Griffith Taylor, capo della squadra occidentale della spedizione, tuttavia il motivo di tale nome non ci è pervenuto.